# Рокфор-сюр-Сульзон
Рокфо́р-сюр-Сульзо́н (фр. Roquefort-sur-Soulzon, окс. Ròcafòrt) — коммуна во Франции, находится в регионе Окситания. Департамент — Аверон. Входит в состав кантона Сент-Африк. Округ коммуны — Мийо.
Код INSEE коммуны — 12203.
Коммуна расположена приблизительно в 550 км к югу от Парижа, в 135 км восточнее Тулузы, в 55 км к юго-востоку от Родеза.

## Население
Население коммуны на 2008 год составляло 685 человек.
| 1962 | 1968 | 1975 | 1982 | 1990 | 1999 | 2008 |
| ---- | ---- | ---- | ---- | ---- | ---- | ---- |
| 1488 | 1349 | 949  | 880  | 789  | 679  | 685  |

## Экономика
Основу экономики составляет сельское хозяйство, в том числе производство сыра рокфор.
В 2007 году среди 467 человек в трудоспособном возрасте (15—64 лет) 359 были экономически активными, 108 — неактивными (показатель активности — 76,9 %, в 1999 году было 76,7 %). Из 359 активных работали 348 человек (190 мужчин и 158 женщин), безработных было 11 (4 мужчины и 7 женщин). Среди 108 неактивных 26 человек были учениками или студентами, 49 — пенсионерами, 33 были неактивными по другим причинам.

## Галерея

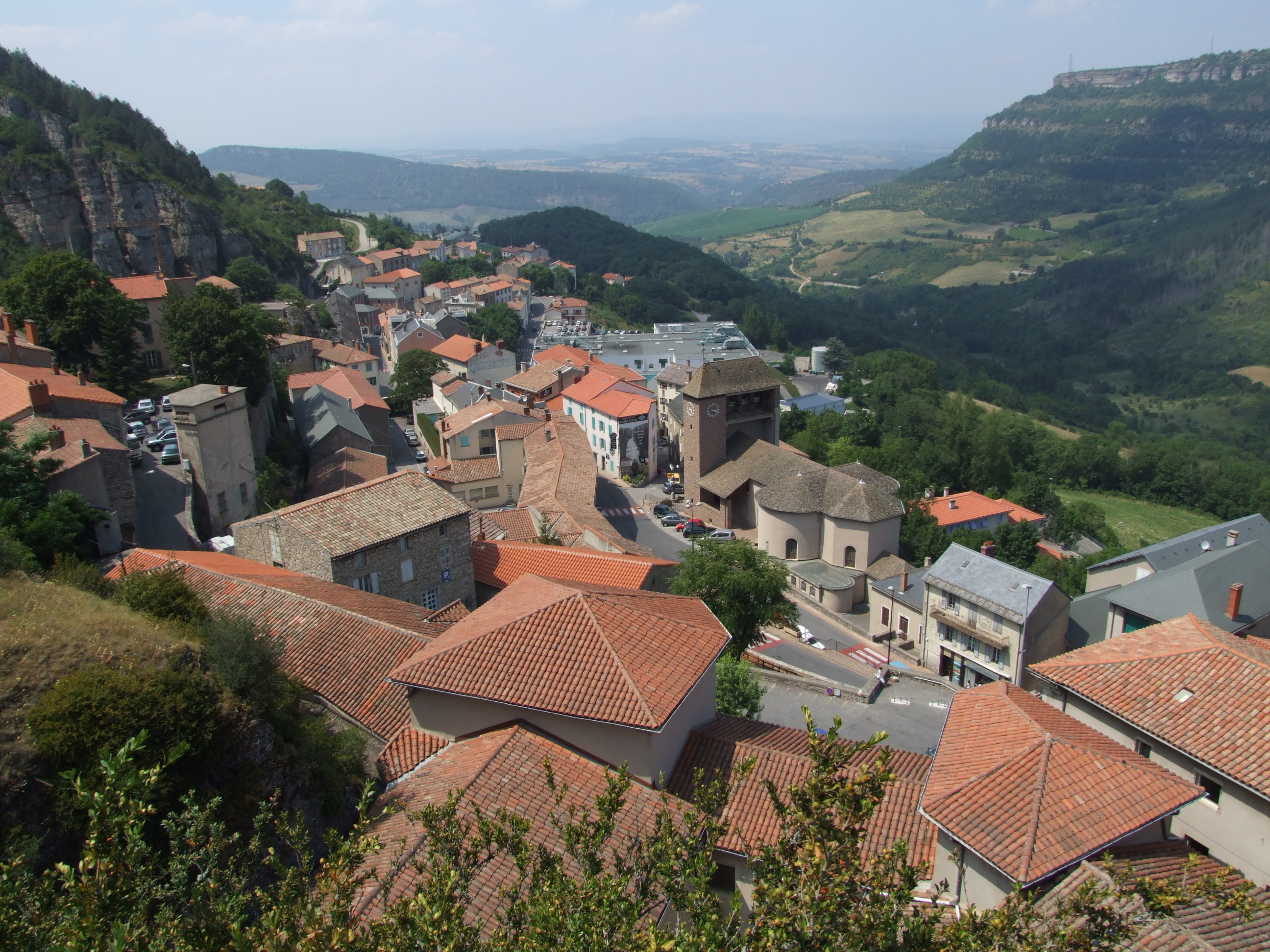
Рокфор-сюр-Сульзон
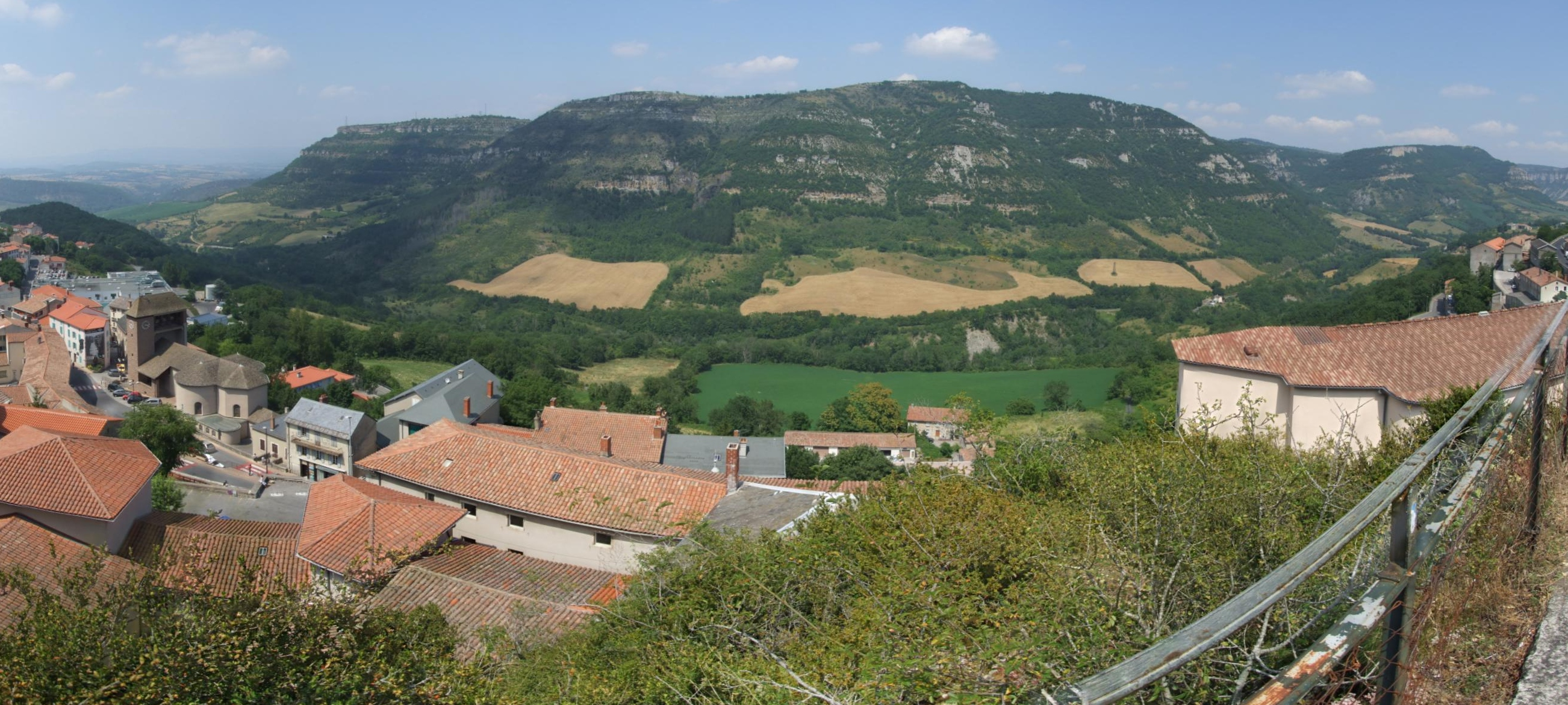
Рокфор-сюр-Сульзон
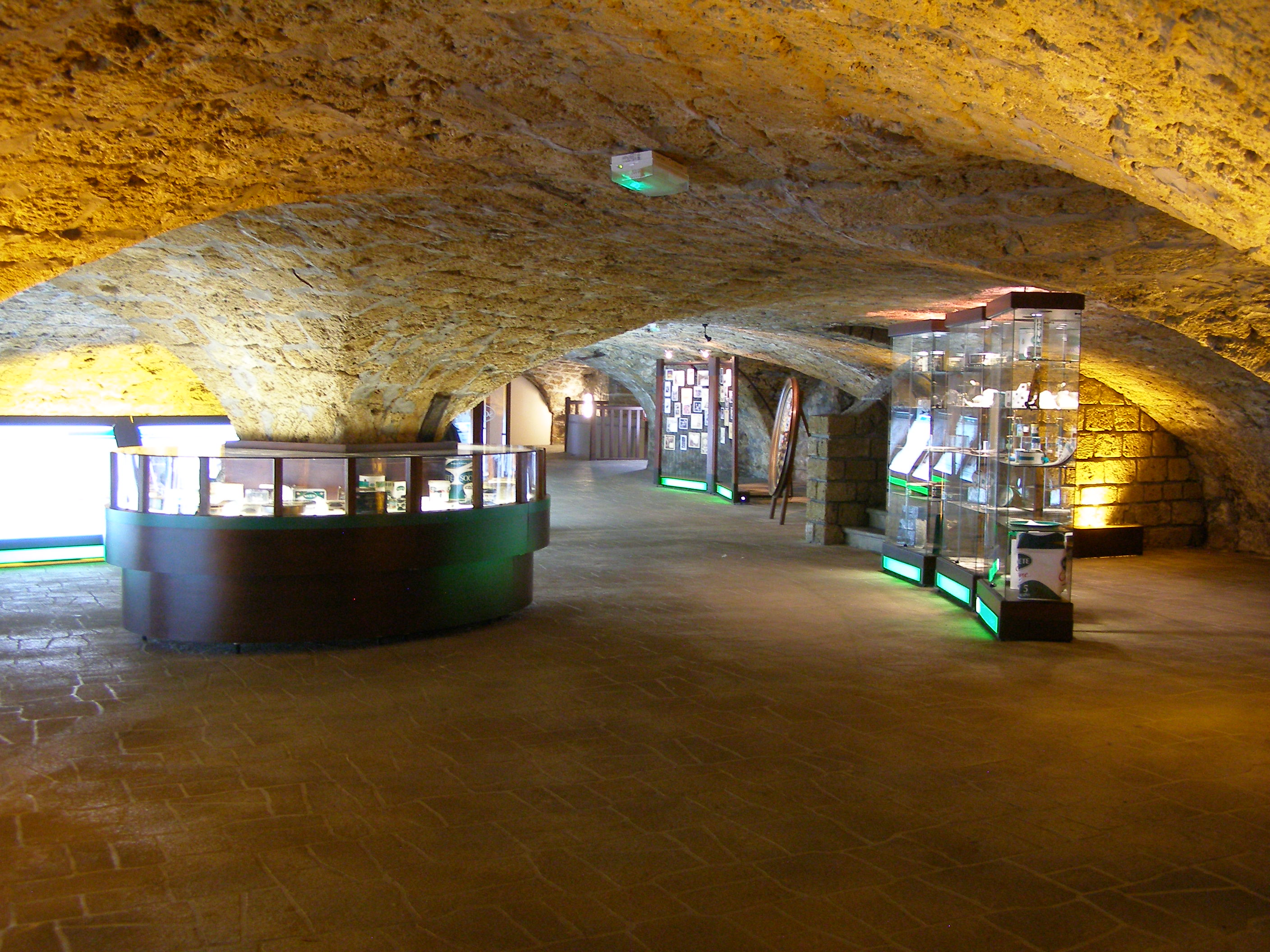
Пещера для созревания сыра рокфор
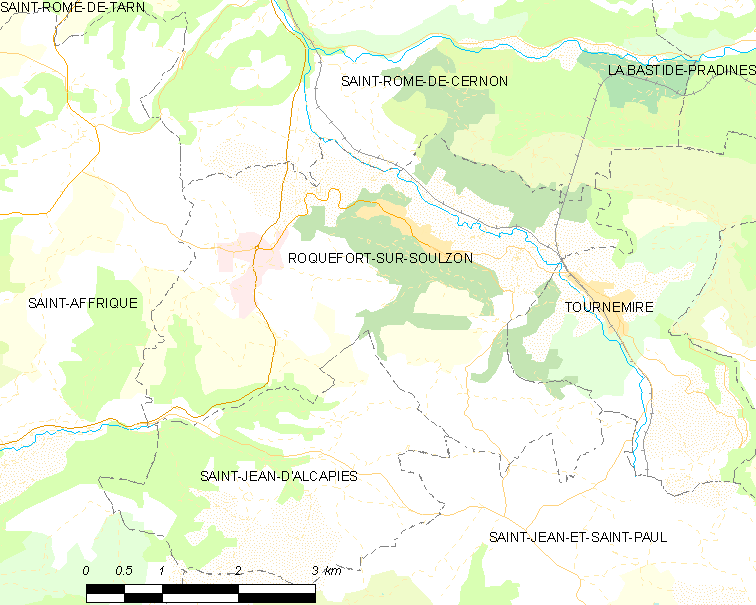
Карта коммуны